# نبوية مصطفى
نبوية مصطفى (1 يناير 1919 - 31 أغسطس 2001)، ممثلة وراقصة مصرية وهي من فتيات بديعة احترفت الرقص وكانت من أوائل المنطلقات إلى عالم السينما. ظهرت في حوالي 42 فيلم. أول ظهور لها كان عام 1935 في فيلم بواب العمارة وأخر فيلم قدمته كان فيلم عرايس في المزاد عام 1955. أعتزلت العمل الفني والرقص بعد زواجها من الرياضي والفنان مختار حسين، وأنجبت منه 3 أبناء.

## أعمالها
- 1935: بواب العمارة
- 1935: معروف البدوي
- 1942: عايدة
- 1943: حب من السماء
- 1943: البؤساء
- 1944: عريس الهنا
- 1944: حبابة
- 1944: الأبرياء
- 1944: ابنتي
- 1944: ابن الحداد
- 1945: قتلت ولدي
- 1945: شهر العسل
- 1945: تاكسي-حانطور
- 1945: بين نارين
- 1945: أول الشهر
- 1945: المظاهر
- 1945: الفلوس
- 1945: الآنسه بوسه
- 1945: أحلاهم
- 1946: الماضي المجهول
- 1947: قلبي دليلي
- 1947: البريمو
- 1947: أحكام العرب
- 1947: ابن عنتر
- 1948: نرجس
- 1948: طلاق سعاد هانم
- 1948: صاحب العمارة
- 1948: ابن الفلاح
- 1949: مبروك عليكي
- 1949: أوعى المحفظة
- 1949: المرأة شيطان
- 1949: أسير العيون
- 1950: مغامرات خضرة
- 1950: بابا أمين
- 1950: إلهام
- 1950: الأفوكاتو مديحة
- 1951: خضرة والسندباد القبلي
- 1951: حماتي قنبلة ذرية
- 1951:أشكى لمين
- 1951: ابن الحلال
- 1952: عنتر ولبلب
- 1953: بنت الأكابر
- 1954: فتوات الحسينية
- 1954: خليك مع الله
- 1955: عرايس فى المزاد